# Podlog v Savinjski Dolini
Podlog v Savinjski Dolini este o localitate din comuna Žalec, Slovenia, cu o populație de 288 de locuitori.